# Fisken som kristent symbol
Fisken er fra gammel tid brugt som et kristent symbol. I de første århundreder efter Kristi fødsel, da den nye tros tilhængere ofte var udsat for forfølgelse, brugtes fisken som gensidigt kendetegn mellem kristne. 
Årsagen er, at det græske ord for fisk ἰχθύς, også transliteret som ΙΧΘΥΣ eller ΙΧΘΥϹ, kan ses som forbogstaverne i: Iésous Christos Theou (h)Yios Sótér (Jesus Kristus, Guds søn, frelser). 
Det er forholdsvis almindeligt at se fisken i samme betydning også i nutiden, f.eks. som klæbemærke på biler.

## Fisken i Det Nye Testamente
Fisk spiller desuden flere gange en rolle som genstand eller symbol i Det Nye Testamente. Her kan der eksempelvis nævnes apostlenes tidligere erhverv som fiskere, hvor Jesus rekrutterer dem med ordene om, at de nu skulle blive "menneskefiskere" i stedet, men også historien om de 5.000, som af Jesus blev bespist med fem brød og to fisk (Matt 14,15–21, Luk 9,12–17 og Joh 6,4–13).